# Marième Faye Sall

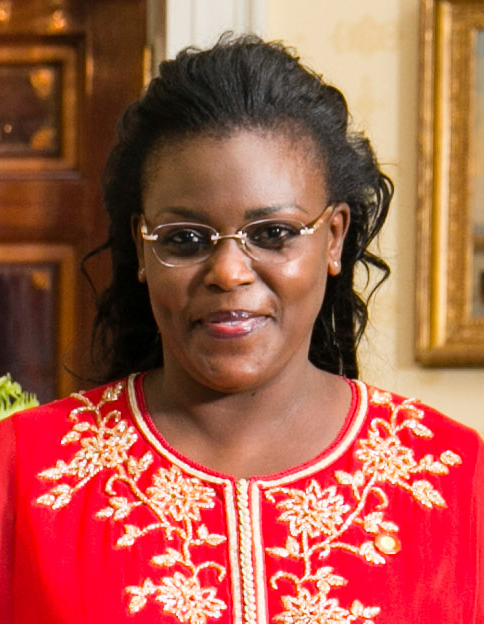
Marième Faye Sall im Jahr 2014

Marième Faye Sall, auch Marème Faye Sall (* in Saint-Louis) war als Ehefrau des senegalesischen Präsidenten Macky Sall von dem 2. April 2012 bis April 2024 First Lady Senegals. Sie ist die erste First Lady Senegals, die von Geburt und ethnischer Zugehörigkeit her vollständig senegalesischer Abstammung ist. Ihre drei Vorgängerinnen waren französischer bzw. libanesischer Abstammung.

## Leben und Wirken
Marième Faye Sall wurde in der Stadt Saint-Louis in Senegal, als viertes von acht Kindern ihrer Familie geboren. Laut ihrer offiziellen Biografie ist sie von doppelter Fulbe- und Serer-Abstammung. Sie besuchte eine Grundschule in Saint-Louis, bevor sie mit ihrer Familie nach Diourbel zog. Danach war sie einige Jahre an einer High School, die sie erfolgreich beendete. Anschließend schrieb sich Sall am Higher Institute of Technology der Université Cheikh Anta Diop de Dakar ein, wo sie Elektrotechnik studierte, es jedoch abbrach. 1992 lernte sie ihren späteren Ehemann Macky Sall kennen, mit dem sie drei Kinder bekam. Während des Präsidentschaftswahlkampfes 2012 ihres Mannes gegen den amtierenden Präsidenten Abdoulaye Wade fungierte Marieme Faye Sall als enge Beraterin und Unterstützerin. Sie hielt sich jedoch aus den alltäglichen Planungen ihres Mannes heraus. Sall gründete während ihrer Amtszeit als First Lady die Serve Senegal Foundation und leitet den Vorstand der Wohltätigkeitsorganisation.